# JRD Tata Sports Complex
Il JRD Tata Sports Complex  è un complesso polisportivo situato a Jamshedpur, in India. Attualmente viene utilizzato soprattutto per partite di calcio e gare di atletica leggera. Lo stadio ha la capienza di 40.000 posti, che diventano 24.424 per i match della Indian Super League ed è conosciuto da tutti come The Furnace, la fornace.

## Storia
Lo JRD Tata Sports Complex è la più grande arena sportiva di Jamshedpur, in India. Il complesso dispone di un campo da calcio con una pista da corsa mono-sintetica a otto corsie in tutto il campo. È utilizzato principalmente per il calcio e l'atletica leggera, ma dispone di strutture per vari altri sport, tra cui tiro con l'arco, pallacanestro, hockey su prato, pallamano, nuoto, tennistavolo, tennis e pallavolo. Ha un centro fitness completamente gratuito che è gratuito per gli atleti residenti ed è accessibile ai cittadini di Jamshedpur a pagamento. Questo complesso sportivo è utilizzato anche per condurre l'annuale Giornata Sportiva di molte scuole di rilievo a Jamshedpur. Il complesso sportivo è anche sede del Tata Chess Centre e del Tata Archery Academy. Ha anche una piscina. A parte questo, nel 2006 è stato svolto un importante incontro di calcio tra il São Paulo Football Club e il Mohameded Sporting Club.